# Musculus flexor digiti minimi brevis pedis
De musculus flexor digiti minimi brevis pedis of korte kleineteenbuiger  is een spier die ligt onder het os metatarsii van de kleine teen.  De musculus flexor digiti minimi brevis pedis doet de kleine teen zowel buigen als naar binnen bewegen - naar de andere tenen toe.